# Wolfsblut (Zeichentrickserie)
Wolfsblut (Originaltitel The Legend of the White-Fang) ist eine französisch-kanadische Zeichentrickserie. Die Serie ist eine weitere Verfilmung des Romans White Fang von Jack London von 1906.

## Handlung
Diese Geschichte spielt in der Zeit des Klondike-Goldrauschs in Dawson im Westen des Staates Yukon (Kanada). Das junge Mädchen namens Wendy Scott hat sich mit dem wild lebenden weißen Wolf namens Wolfsblut anfreundet. Der örtliche Zeitungsverleger und Wendys Vater, Weedon Scott, ist von ihrem Temperament und ihrer Abenteuerlust nicht immer sehr erfreut, da sie dies oft in aufregende Abenteuer führt. Der Erzbösewicht Graf Lasslo und sein Handlanger Beauty sind nicht nur unbeliebt, sondern auch recht häufig in finstere Machenschaften verstrickt. Nur dank Wolfsblut und Wendy werden die Pläne dieser zwei zwielichtigen Gestalten durchkreuzt.

## Episodenübersicht
(Nicht alle Originaltitel wurden übersetzt.)

| 01. Le piège Die Falle                     | 14. Les loutres en danger Fischottern in Gefahr |
| 02. La pépite d'or Die Goldader            | 15. Sharper Scharper                            |
| 03. Croc Blanc est banni                   | 16. Les bonnes manières Gute Manieren           |
| 04. William William                        | 17. L'escapade de Wendy Wendys Eskapade         |
| 05. L'or des fous                          | 18. Le traître Der Verräter                     |
| 06. Deux êtres libres Die Lebensader       | 19. Grand reportage Die große Reportage         |
| 07. Le fil de la vie                       | 20. Le lynx Der Luchs                           |
| 08. Le cargo des glaces Der Eisfrachter    | 21. Le masque sacré                             |
| 09. L'expédition Die Expedition            | 22. Le charlatan Der Scharlatan                 |
| 10. Le saut du danger Sprung in die Gefahr | 23. Kawee Kawee                                 |
| 11. Le puit d'or Die Goldgrube             | 24. Promenade en ville                          |
| 12. Un filon en or                         | 25. L'équipe                                    |
| 13. La vengeance Die Rache                 | 26. Les castors                                 |